# Garantie individuelle du pouvoir d'achat
« GIPA » redirige ici. Pour l’article homophone, voir GiPA.
La garantie individuelle du pouvoir d'achat (GIPA) est, dans l'administration française, une indemnité dont peut bénéficier un agent public, si l'évolution de son traitement brut est inférieure, sur quatre ans, à celle de l'indice des prix à la consommation. Si l'agent y a droit, l'indemnité sera versée de manière automatique avec son traitement. Elle a été suspendue en 2024 et 2025,.

## Bénéficiaires
Les bénéficiaires sont :
- Fonctionnaire ;
- Contractuel en CDI dont la rémunération est calculée à partir d'un indice ;
- Contractuel en CDD employé de manière continue par le même employeur public sur la période de référence et dont la rémunération est calculée à partir d'un indice.

La garantie individuelle du pouvoir d'achat (Gipa) concerne toutes les catégories d'agents (A, B et C).

## Calcul et simulateur
Dans l'hypothèse où la GIPA aurait été versée en 2024, son montant aurait été le suivant:
GIPA 2024 = TBA 2019 x 1,1237 - TBA 2023
- TBA 2019 : 56,2323 euros.
- TBA 2023 : 58,6369 euros.
- Inflation moyenne 2019/2023 : 12,37%